# Дракет (Массачусетс)
Дракет (англ. Dracut) — місто (англ. town) в США, в окрузі Міддлсекс штату Массачусетс. Населення — 32 617 осіб (2020).

## Демографія
Згідно з переписом 2010 року, у місті мешкало 29 457 осіб у 10 956 домогосподарствах у складі 7864 родин. Було 11351 помешкання
Расовий склад населення:
| - 90,3 % — білих - 4,0 % — азіатів - 2,5 % — чорних або афроамериканців - 0,1 % — корінних американців - 1,4 % — осіб інших рас |

До двох чи більше рас належало 1,6 %. Частка іспаномовних становила 3,9 % від усіх жителів.
За віковим діапазоном населення розподілялося таким чином: 23,1 % — особи молодші 18 років, 64,4 % — особи у віці 18—64 років, 12,5 % — особи у віці 65 років та старші. Медіана віку мешканця становила 39,9 року. На 100 осіб жіночої статі у місті припадало 96,0 чоловіків;  на 100 жінок у віці від 18 років та старших — 92,5 чоловіків також старших 18 років.
Середній дохід на одне домашнє господарство  становив 98 252 долари США (медіана — 86 697), а середній дохід на одну сім'ю — 110 564 долари (медіана — 99 591). Медіана доходів становила 66 374 долари для чоловіків та 55 230 доларів для жінок. За межею бідності перебувало 7,2 % осіб, у тому числі 8,7 % дітей у віці до 18 років та 5,8 % осіб у віці 65 років та старших.
Цивільне працевлаштоване населення становило 16 846 осіб. Основні галузі зайнятості: освіта, охорона здоров'я та соціальна допомога — 26,5 %, виробництво — 14,2 %, роздрібна торгівля — 11,0 %, науковці, спеціалісти, менеджери — 9,6 %.